# Takuma Hidaka
Takuma Hidaka (日高 拓磨 Hidaka Takuma?, nacido el 8 de abril de 1983 en Hiroshima) es un exfutbolista japonés. Jugaba de defensa y su último club fue el Kataller Toyama de Japón.

## Trayectoria

### Clubes
| Club              | País  | Año         |
| ----------------- | ----- | ----------- |
| Sagan Tosu        | Japón | 2006 - 2010 |
| Consadole Sapporo | Japón | 2011 - 2014 |
| Kataller Toyama   | Japón | 2015        |

## Estadística de carrera

### J. League
| Club              | Año   | J. League | J. League | Copa J. League | Copa J. League | Total | Total |
| Club              | Año   | Part.     | Goles     | Part.          | Goles          | Part. | Goles |
| ----------------- | ----- | --------- | --------- | -------------- | -------------- | ----- | ----- |
| Sagan Tosu        | 2006  | 2         | 0         | -              | -              | 2     | 0     |
| Sagan Tosu        | 2007  | 38        | 1         | -              | -              | 38    | 1     |
| Sagan Tosu        | 2008  | 35        | 0         | -              | -              | 35    | 0     |
| Sagan Tosu        | 2009  | 32        | 3         | -              | -              | 32    | 3     |
| Sagan Tosu        | 2010  | 23        | 2         | -              | -              | 23    | 2     |
| Consadole Sapporo | 2011  | 25        | 0         | -              | -              | 25    | 0     |
| Consadole Sapporo | 2012  | 19        | 3         | 6              | 0              | 25    | 3     |
| Consadole Sapporo | 2013  | 27        | 2         | -              | -              | 27    | 2     |
| Consadole Sapporo | 2014  | 23        | 0         | -              | -              | 23    | 0     |
| Kataller Toyama   | 2015  | 23        | 2         | -              | -              | 23    | 2     |
| Total             | Total | 247       | 13        | 6              | 0              | 253   | 13    |